# Assur-dan II
Assur-dan II (fl. X secolo a.C.) fu re degli Assiri dal 934 al 912 a.C. Succedette a suo padre, Tiglatpileser II e gli succedette il figlio Adad-nirari II.
Intervenne nelle aree di confine del regno assiro sconfiggendo a nord il re di Kadmuhu, intervenendo ad occidente contro gli Aramei e pacificando l'area del confine orientale.
A lui si devono un notevole impulso dato all'agricoltura ed all'economia ed ingenti opere di edificazione di nuovi villaggi e di ricostruzione di palazzi e templi di Assur.